# Teofila Koronkiewicz
Teofila Koronkiewicz (ur. 20 grudnia 1901 w Lepelu, zm. 23 września 1985 w Otwocku) – polska aktorka.

## Życiorys
Córka Tomasza. W latach 1918–1920 studiowała aktorstwo w szkole dramatycznej w Penzie, potem w Miejskiej Szkole Dramatycznej w Krakowie, którą ukończyła w 1924. Występowała w Teatrze im. Juliusza Słowackiego w Krakowie (1924–1927), Teatrze na Pohulance w Wilnie (sezon 1932/33). Związana była ze scenami poznańskimi: Teatrem Nowym (sezony 1930/31, 1935/36, 1936/37), Teatrem Miejskim im. Rostworowskiego (1932), Teatrem Polskim (sezony 1933/35, 1936/37) i Teatrem Narodowym (sezon 1937/38), z którego zespołem jeździła z gościnnymi występami po woj. poznańskim, Pomorzu, woj. warszawskim i łódzkim. W sezonie 1938/39 była na etacie w Teatrze Polskim w Bydgoszczy.
W czasie okupacji niemieckiej pracowała w gospodarstwie w Klarysewie pod Warszawą, w 1945 organizowała ruch artystyczny młodzieży wiejskiej na terenie Konstancina, Jeziorny i Skolimowa.
W okresie powojennym grała na scenach warszawskich: Miejskich Teatrów Dramatycznych (1945–1949), Teatru Powszechnego (1949–1968) i Teatru Narodowego (1969–1975). 1 stycznia 1976 przeszła na emeryturę.
Była żoną Adama Twardowskiego (1898–1951), dr. praw, porucznika dypl., starosty działdowskiego (1933–1935), z którym miała syna Jerzego (ur. 1929).
Zmarła w Otwocku, pochowana na cmentarzu w Powsinie.

## Filmografia
- 1958: Kalosze szczęścia – panna Felicja – wróżka Radość
- 1963: Godzina pąsowej róży – przełożona pensji
- 1966: Bariera
- 1970: Wakacje z duchami (serial tv) – Trociowa
- 1971: Podróż za jeden uśmiech (serial tv) – pani z pociągu (odc. 7)
- 1971: Nie lubię poniedziałku – starsza pani z pieskiem
- 1972: Zniszczyć pirata – matka Piotra
- 1972: Podróż za jeden uśmiech – pani z pociągu
- 1972: Dary magów – pani Ewelina, sąsiadka Tomalów
- 1973: Wielka miłość Balzaka (serial tv) – kobieta w salonie Hańskich w Wiedniu (odc. 4)
- 1973: Akcja V (spektakl TV) – panna Brucks, gospodyni Glorii (odc. 1, 3, 6)
- 1973: Stawiam na Tolka Banana (serial tv) – pani Tecia, gosposia Seratowiczów (odc. 1, 3, 7)
- 1973: Drużynowy – starsza pani
- 1974: Koniec wakacji – sąsiadka Lepiszewska
- 1975: Dyrektorzy (serial tv) – matka Stokłosa (odc. 2)
- 1975: Kitka
- 1976: Zginął pies – babcia Tomka, właścicielka „Gapci”
- 1976–1977: Zezem – 4 role: Nadolna; nauczycielka; teściowa właściciela nowego fiata; teściowa Górnego

Źródło: Filmpolski.pl.

## Ordery i odznaczenia
- Złoty Krzyż Zasługi (11 lipca 1955)[4]
- Medal 10-lecia Polski Ludowej (19 stycznia 1955)[5]